# Neopsicodelia
La neopsicodelia es un amplio género de música psicodélica que toma inspiración de la psicodelia original de los años 60, ya sea actualizando o copiando los enfoques de esa época. Se originó a finales de los 70 y, pese a que se suele ver en el ámbito del rock alternativo, ocasionalmente ha tenido éxito en el pop mainstream. Nació a partir de la escena británica del post-punk, donde se le conocía como acid punk, y posteriormente se convirtió en un movimiento más amplio e internacional de artistas que aplican el espíritu del rock psicodélico a nuevos sonidos y técnicas.
La neopsicodelia también puede incluir incursiones en el pop psicodélico, el rock de guitarra jangle, las improvisaciones muy distorsionadas o los experimentos de grabación. A finales de los 80, una ola de rock alternativo británico engendró los subgéneros del dream pop y shoegaze.

## Características
La escena neopsicodélica toma prestados una variedad de elementos de la música psicodélica de la década de 1960. Algunos han emulado el pop psicodélico de bandas como The Beatles y los primeros años de Pink Floyd, otros adoptaron la guitarra rock influenciada por The Byrds, o los atascos distorsionados de forma libre y el experimentalismo sónico de la década de 1960. Algunas bandas neopsicodélicas se han centrado explícitamente en el uso y las experiencias del consumo de algunas drogas, y como el acid house de la misma época, proyectan experiencias transitorias, efímeras y similares al trance. Otras bandas han usado la música neopsicodélica para acompañar letras surrealistas o políticas. Cubre una amplia gama de artistas desde finales de la era punk de 1970 hasta la actualidad.

## Historia
Hacia finales de la década de 1960, la popularidad del rock psicodélico disminuyó cuando las bandas se separaron o se mudaron a nuevas formas de música, incluida la música heavy metal y el rock progresivo. Al igual que los desarrollos psicodélicos de finales de la década de 1960, el punk rock y la new wave en la década de 1970 desafiaron al establecimiento de la música rock. En ese momento, "nueva ola" era un término usado de manera intercambiable con la incipiente explosión del punk rock.  En 1978, el periodista Greg Shaw categorizó un subconjunto de la música new wave como "neo-psicodelia", citando a Devo. Shaw escribió que en Inglaterra, a la neopsicodelia se la conocía como "punk ácido", y se observó que la banda autoproclamada "punk psicodélica", los Soft Boys, habían estado siendo perseguidos por varios sellos importantes.
Para 1978–79, el new wave ya se consideraba independiente del punk y post-punk (esta última inicialmente se había conocido como "new musick"). La autora Clinton Heylin marca la segunda mitad del año 1977 y la primera mitad del año 1978 como el "verdadero punto de partida para el inglés post-punk", con figuras importantes como The Teardrop Explodes, The Soft Boys, Siouxsie And The Banshees, Echo & the Bunnymen, The Cure y The Dukes of Stratosphear. A principios de la década de 1980, Siouxsie and the Banshees crearon un "exótico pop neopsicodélico" con la llegada del guitarrista John McGeoch.
A fines de la década de 1980 se vería el nacimiento del shoegazing, que, entre otras influencias, se inspiró en la psicodelia de la década de 1960. Reynolds se refirió a este movimiento como "una erupción de bandas borrosas, neopsicodélicas" en un artículo de 1992 en The Observer. Con ruidosos muros de sonido, donde los instrumentos individuales e incluso las voces a menudo eran indistinguibles, seguían el liderazgo neopsicodélico de bandas como My Bloody Valentine (a menudo considerado como el primer acto de shoegaze). Los principales actos de shoegaze incluyeron Ride, Lush, Chapterhouse y The Boo Radleys, que disfrutaron de una atención considerable en el Reino Unido pero que en gran parte no lograron abrirse paso en los EE. UU.
AllMusic afirma: "Aparte del movimiento clandestino Paisley de principios de los '80 y el colectivo Elephant 6 de finales de los 90, la mayoría de la neopsicodelia posterior proviene de excéntricos y revivalistas aislados, no de escenas cohesivas". Continúan citando a quienes consideran algunos de los artistas más destacados: The Church, Bevis Frond de Nick Saloman, Spacemen 3, Robyn Hitchcock, Mercury Rev, The Flaming Lips y Super Furry Animals. De acuerdo con Jeff Telrich de Treblezine: "Primal Scream preparó la pista de baile [neopsicodélica]. Los Flaming Lips y Spiritualized lo llevaron a los reinos orquestales. Y Animal Collective... bueno, hicieron un poco lo suyo".